# Фонд за младе таленте Републике Србије
Фонд за младе таленте Републике Србије представља место настанка и развоја талената, размене знања и идеја, места умрежавања и заједништва у Србији.
Налази се у саставу Министарства науке, технолошког развоја и иновација, на Булевару Михајла Пупина 2 у Београду.

## Историјат
Фонд за младе таленте Републике Србије је основан 2008. године са мисијом улагања у младе и њихово усавршавање знања и вештина, како би они допринели развоју своје заједнице и друштва. Од тада се бави развојем младих талената и улагањем у изузетност. 
Од 2008. године до данас су спровели педесет и један конкурс, доделили преко 46.000 стипендија и награда и уложили више од 11.700.000.000 динара у таленте.

## Програми
Сваке године реализују следеће програме: 
- Стипендија „Доситеја” – додељује се најбољим студентима завршних година основних, интегрисаних и мастер студија са високошколских установа чији је оснивач Република Србија,[4]
- Награде за ученике средњих школа – додељују се изузетним ученицима средњих школа у Републици Србији за постигнуте резултате на признатим републичким и међународним такмичењима у току претходне календарске године,[5]
- Стипендија за студенте другог и трећег степена студија у иностранству – додељује се најбољим академцима Републике Србије који похађају мастер и докторске студије на водећим светским универзитетима.[6]

## Запослени
Фондом за младе таленте Републике Србије председава министар науке, технолошког развоја и иновација, а чланови су министар финансија, министар просвете, министар културе, министар туризма и омладине, министар спорта, ректор Универзитета у Београду, председник Српске академије наука и уметности и председник Студентске конференције универзитета Србије.
Запослени тим чине руководилац, самостални и каријерни саветник Немања Ђикановић, асистент за административне послове и аналитику Милош Негић, асистент за комуникације Уна Јанковић, асистент за комуникације и административне послове Ирена Тодоровски, саветник за аналитичке послове Анђела Илић, референт за финансијско–материјалне послове Катарина Јанковић, саветник за аналитичке послове Љиљана Везмар и асистент за административне послове и аналитику Сара Илић.

## Стипендисти
Фонд за младе таленте Републике Србије кроз алумни мрежу окупља више од 40.000 чланова са циљем промоције успеха стипендиста, грађења мреже лидера, повезивања и умрежавања, размене знања и учења и прилике за запослење.
Неки од бројних добитника стипендије Фонда за младе таленте су Нела Кубуровић Кисић, Дина Милетић, Лазар Радан, Владимир Орлић, Рајко Петровић, Лука Младеновић, Сабрина Влашкалић, Марко Пантелић, Тијана Андрејић, Љиљана Плазинић, Јелена Дамњановић, Филип Брковић 2008—2009. и 2011—2014, Ана Цвејић 2009—2010, Милош Биковић 2011—2012, Никола Петковић 2015—2020, Невена Божовић 2016, Наталија Страхињић 2020—2022, Ђорђе Огризовић 2021. године и многи други.